# Mer des Natuna
La mer des Natuna est une mer considérée comme la portion Sud de la mer de Chine méridionale au-dessous des îles Natuna. Situé entre la côte nord-est de Sumatra et la côte occidentale de Bornéo (Kalimantan), elle est reliée à la mer de Java au sud par le détroit de Karimata, et à l'ouest au détroit de Singapour, partie orientale du plus vaste détroit de Malacca.
L'Organisation Hydrographique Internationale a certes défini les limites de la mer des Natuna dans son catalogue de 1986  mais cette version n'est pas officielle. Ce toponyme fait a fait réagir le Chine, notamment le porte-parole du ministère chinois des Affaires étrangères, lorsque l'Indonésie a décidé en 2017 de nommer Mer septentrionale de Natuna le bras de mer situé un peu plus au Nord. Cette tension résulte du  conflit en mer de Chine méridionale avec la revendication indonésienne d'une ZEE autour des Îles Natuna face à la revendication territoriale chinoise sur les Îles Spratleys

L'OHI définit comme limite
- Au nord (délimitation Nord Îles Riau): une ligne joignant cap Kedabu (1° 06′ N, 102° 59′ E), à Sumatra, vers l'est jusqu'à l'extrémité nord de île Karimun Kecil (1° 10′ N, 103° 23′ E) (la limite commune avec le détroit de Malacca); de là, une ligne joignant l'extrémité nord de l'île Karimun Kecil vers l'est jusqu'à l'extrémité nord de Pulau Pemping Besar (1° 07′ N, 103° 48′ E) et, le long des côtes nord de Batam et Bintan, à l'île Berakit (1° 14′ N, 104° 34′ E), l'extrémité nord de Bintan (limite commune avec le détroit de Singapour); de là, une ligne joignant Berakit au nord-est à Damar (2° 45′ N, 105° 23′ E), jusqu'à l'extrémité ouest du récif de Mangkai (3° 06′ N, 105° 35′ E), et au récif de Nanas (3° 20′ N, 105° 57′ E), aux Anambas; de là, de Gosong Nanas vers le nord-est jusqu'à Sekatung (4° 48′ N, 108° 01′ E), l'île septentrionale des Natuna; de là, de Sekatung vers le sud-est jusqu'à Senua (4° 01′ N, 108° 25′ E), jusqu'à Subi Kecil (3° 03′ N, 108° 52′ E ), et de là jusqu'au cap Datu (2° 05′ N, 109° 38′ E), l'extrémité nord-ouest du Kalimantan (limite commune avec la mer de Chine méridionale).
- À l'est : du cap Datu, limite ouest de la frontière entre l'Indonésie et la Malaisie orientale, vers le sud, le long de la côte ouest de Kalimantan, jusqu'au cap Sambar (3° 00′ S, 110° 18′ E).
- Au sud : une ligne joignant le cap Sambar, à Kalimantan, vers l'ouest jusqu'au cap Burungmandi (2° 45′ S, 108° 17′ E), sur la côte nord-est de Belitung; de là, suivant le long de la côte nord de Belitung, jusqu'au cap Binga (2° 36′ S, 107° 39′ E), sur la côte nord-ouest de cette île; de là, une ligne joignant Binga vers l'ouest jusqu'à Berikat (2° 34′ S, 106° 51′ E), l'extrémité est de Bangka; de là, depuis Berikat vers le sud-ouest, le long de la côte est de Bangka, jusqu'au cap Nangka (3° 05′ S, 106° 30′ E), l'extrémité sud de cette île; et de là une ligne joignant Nangka vers l'ouest au cap Kait (3° 14′ S, 106° 05′ E), sur la côte est de Sumatra (limite commune avec la mer de Java).
- À l'ouest: Du cap Kait vers le nord-ouest, le long de la côte nord-est de Sumatra, jusqu'au cap Kedabu (1° 06′ N, 102° 59′ E